# Mostarsko blato
Mostarsko blato je krško polje u Bosni i Hercegovini.
Smješteno je u zapadnoj Hercegovini, zapadno od Mostara. Nalazi se između ogranka Čabulje i Pologa (1138 m) na sjeveru i niže vapnenačke uzvisine Trtla (690 m) na jugu. Pruža se pravcem sjeverozapad-jugoistok na nadmorskoj visini između 220 i 245 metara. Površina mu iznosi 4256 hektara od čega je 89% ili 3800 hektara izloženo plavljenju. Na krajnjem jugoistoku nalazi se zablaćeni dio polja s rubnom zonom ponora.
Mostarskim blatom teče rijeka ponornica Lištica koja se na ulazu u polje razlijeva i taloži doneseni materijal. Ta je naplavina nagnuta ka jugoistoku i pogodna je za vinogradarstvo. U prošlosti se ovdje uzgajao duhan, kukuruz i pšenica, a sada su to pašnjaci i livade. Prema Köppenovoj klasifikaciji ovdje vlada umjereno topla vlažna klima s vrućim ljetom (Cfa). Tijekom jeseni, zime i proljeća polje je djelomično poplavljenom, a tijekom ljetnih mjeseci presuše gotovo svi izvori što je posljedica visokih temperature i niske relativne vlažnosti zraka.
Područje Mostarskog blata administrativno je podijeljeno između gradova Širokog Brijega i Mostara s naseljima Čula, Krivodol, Miljkovići, Podgorje, Selište, Polog, Biograci, Jare, Ljuti Dolac, Uzarići, Knešpolje i Dobrič.